# Inbriago
L'inbriàgo è un formaggio di latte vaccino tipico della provincia di Treviso.
Come suggerisce il nome, esso viene preparato a partire da formaggi finiti che sono sottoposti a un processo di "ubriacatura" immersi in vinacce.

## Storia
Sembra che l'ubriacatura sia stata inventata casualmente durante la Grande Guerra, quando i contadini della zona tra Conegliano e Oderzo, per evitare le requisizioni degli austro-ungarici che avevano occupato la Sinistra Piave, nascondevano i loro formaggi tra le vinacce.

## Produzione
Vengono impiegati formaggi a pasta semicotta, come l'Asiago pressato e d'allevo, il Montasio e il Latteria. Le forme possono trovarsi a vari stadi di maturazione, da un minimo di 60 giorni a un massimo di 24 mesi.
L'ubriacatura prevede che queste vengano immerse in vinacce morbide, da uve di qualsiasi varietà, non sottoposte a torchiatura. Il processo ha durata variabile: 8-10 giorni per i formaggi meno maturi, fino a 30 giorni per i formaggi invecchiati. Quando si lavorano formaggi invecchiati o si usano uve passite è preferibile dividere il periodo di immersione in due riprese.
Al termine dell'ubriacatura le forme vengono ripulite e asciugate e lasciate stagionare per 15-30 giorni (o anche di più) prima di essere avviate al consumo. A questo punto è possibile marchiarle sullo scalzo con la dicitura "inbriago". Sono messe in commercio a partire dal mese di dicembre.

## Descrizione
Le uve bianche conferiscono alla crosta un colore giallo paglierino molto evidente, mentre le uve nere portano a un colore violaceo più o meno intenso. La pasta, che assume una caratteristica morbidezza, assume un colore tra il bianco e il giallo paglierino. Il sapore è particolarmente aromatico, piccante ed invitante.
Può essere impiegato per la preparazione di antipasti o come ingrediente per primi e secondi.